# Шиндин, Борис Александрович
Борис Александрович Шиндин (1 января 1942, Магнитогорск — 10 декабря 2018, Новосибирск) — музыковед-медиевист, представитель «бражниковской школы», доктор искусствоведения (2004), профессор (1992), член-корреспондент САН ВШ (2005), заведующий кафедрой истории музыки (1996—2018), проректор по научной работе (1984—2012), директор Научно-исследовательского института музыкальной культуры Сибири (2010—2016), председатель диссертационного совета. Заслуженный деятель искусств Российской Федерации (2009), награждён Орденом Совета по общественным наградам России «За профессиональную честь, достоинство, почетную деловую репутацию» III степени, медалью «За вклад в Развитие Новосибирской области», почетными грамотами губернаторов и мэров Новосибирска.

## Биография
Родился в семье известного в Новосибирске историка Александра Максимовича Шиндина и Галины Игнатьевны Скуковской: 
«Профессиональная сфера родителей предопределила гуманитарные пристрастия сына, интерес, прежде всего, к истории и литературе, затем к музыке — Борис учился в новосибирской Детской музыкальной школе № 1 по классу фортепиано, и чуть позднее — философии. Поэтому неслучайно выпускник средней школы пробовал реализовать себя сначала в Томском университете на литфаке, затем Новосибирском пединституте на истфаке, но… забрал документы».
Таким образом, в 1959 Б. А. Шиндин окончил среднюю школу и поступил в Томский государственный университет на филологический факультет, а с 1961—1967 — обучался на теоретическом отделении в Новосибирском музыкальном училище (НМК имени А. Ф. Мурова). Во время учёбы также служил в рядах Советской Армии (духовой оркестр Штаба ракетных войск).

В 1972 окончил теоретико-композиторский факультет НГК имени М. И. Глинки (класс кандидата искусствоведения, профессора А. М. Айзенштадта, доктора искусствоведения, профессора М. В. Бражникова), в 1976 — аспирантуру ЛОЛГК (СПбГК имени Н. А. Римского-Корсакова, научные руководители — доктор искусствоведения, профессор М. В. Бражников и доктор филологических наук, профессор А. М. Панченко): 
«Дипломную работу „Проблемы теории демественного пения“ Борис Александрович писал у кандидата искусствоведения, профессора А. М. Айзенштадта, а консультантом его был доктор искусствоведения, профессор М. В. Бражников, что обозначено на титульном листе работы. <…> Разработки дипломной темы стали основополагающими для последующего исследования в кандидатской диссертации „Демественный роспев. Нотация, попевки. Принципы композиции“, которую молодой ученый выполнял в заочной аспирантуре Ленинградской консерватории в классе М. В. Бражникова, куда поступил в 1972 году». 
В 2004 — защитил докторскую диссертацию «Жанровая типология древнерусского певческого искусства».
По окончании НГК имени М. И. Глинки свою жизнь связал с педагогической и научной деятельностью в стенах Alma mater:
1981 — доцент кафедры истории музыки;
1984—2012 — проректор по научной работе, руководитель Редакционно-издательского отдела;
1988 — присвоено ученое звание доцента;
1992 — присвоено ученое звание профессора;
1995 — начало работы в диссертационном совете;
1996—2018 — заведующий кафедрой истории музыки;
2002 — почетная грамота Министерства культуры РФ;
2005 — член-корреспондент Сибирской академии наук высшей школы;
2006 — председатель диссертационного совета, награждён Орденом Совета по общественным наградам России «За профессиональную честь, достоинство и почетную деловую репутацию» III степени;
2009 — почетное звание «Заслуженный деятель искусств РФ»;
2010—2016 — руководитель Научно-исследовательского института по изучению музыкальной культуры Сибири;
2014 — руководство проектом «Информационная система „Музыкальная культура Сибири“».
Умер в 2018 году в Новосибирске. Похоронен на Заельцовское кладбище (квартал 3).

## Педагогическая и научная деятельность
В НГК имени М. И. Глинки Б. А. Шиндин вел следующие дисциплины: «История русской музыки», «Музыкальная палеография», «Древнерусское певческое искусство» («Богослужебное пение русской православной церкви»), «История русской музыки XVIII в.», «История музыкознания в Сибири» для аспирантов, «Основы научных исследований».
В индивидуальном классе Б. А. Шиндина насчитывается около 50 выпускников. Под его руководством подготовили и защитили кандидатские диссертации:
- Федоренко Т. Г. Забайкальское старообрядчество: книжные традиции и современная певческая практика (1995);
- Полозова И. В. Традиции литургического пения старообрядцев поморского согласия Западной Сибири (2000);
- Мурашова Н. С. Духовные стихи старообрядцев Рудного Алтая: жанрово-стилистическая типология (2000);
- Светлова О. А. Службы святым в традиции Русской православной старообрядческой церкви (на материале Сибирского региона) (2002);
- Недоспасова А. П. Тобольский манускрипт Густава Блидстрёма в контексте явлений инструментального искусства Швеции и России второй половины XVII — первой половины XVIII веков (2012);
- Пронина А. Н. Формирование органной культуры в Сибири: XIX — первая треть XX в. (2014).
- Осуществлял также научное консультирование докторских диссертаций:
- Тосин С. Г. Колокольный звон в России: традиция и современность (2010);
- Пыльнева Л. Л. Процессы становления творчества композиторов Бурятии, Тывы и Якутии (2013);
- Фиденко Ю. Л. Музыкально-литургическая практика католических приходов азиатской части России на рубеже XX—XXI веков (2016).

Сфера научных интересов Б. А. Шиндина была представлена тремя направлениями: русское богослужебное пение в православной церкви X—XVII вв., музыкальная культура сибирского старообрядчества, информационные технологии в музыкальной медиевистике. Благодаря деятельности Б. А. Шиндина в Сибири была создана научная школа медиевистики — изучение проблем древнерусского певческого искусства.
Будучи главой редакционно-издательского отдела, руководил работой по подготовке оригинал-макетов книг. Б. А. Шиндин является ответственным редактором многих изданий НГК имени М. И. Глинки — монографий «Музыкальная культура Сибири» (1997), «Музыкальная культура Новосибирска», «Традиции духовного пения в культуре старообрядцев Алтая» (2002), «Новосибирская консерватория — 50 лет» (2005), ежегодника «Сибирский музыкальный альманах», ежеквартального специализированного журнала «Вестник музыкальной науки», многочисленных сборников научных статей, материалов конференций.

## Основные работы
Б. А. Шиндин является автором более 70 научных работ, которые выпускались издательствами: «Наука», СО РАН, «Музыка», «Советский композитор», ТГУ, а также МГК имени П. И. Чайковского, НГК имени М. И. Глинки, РГК имени С. В. Рахманинова, СПбГК имени Н. А. Римского-Корсакова, РАМ имени Гнесиных и др.
- 1980 — «Демественный роспев. Нотация, попевки, принципы композиции» (кандидатская диссертация);
- 1991 — монография «Демественный роспев. Монодия и многоголосие» (совместно с И. В. Ефимовой)[15];
- 2004 — монография «Жанровая типология древнерусского певческого искусства» (докторская диссертация)[16].